# جانيت لاند
جانيت لاند هي ممثلة كندية، ولدت في 29 أكتوبر 1956 في تورونتو في كندا.

## وصلات خارجية
- جانيت لاند على موقع IMDb (الإنجليزية)
- جانيت لاند على موقع قاعدة بيانات الفيلم (الإنجليزية)